# 丹下隆一
丹下 隆一（たんげ りゅういち、1939年8月13日 - 1987年5月2日）は、日本の社会学者。

## 来歴
兵庫県出身。1965年早稲田大学文学部社会学科卒、デュルケームに関する卒論で小野梓記念賞受賞、1973年同大学院博士課程中退、早稲田大学教育学部専任講師、1975年助教授、1980年教授。
がんのため47歳で死去した。遺著『ある社会学徒からの手紙』は、J・Fという謎の人物にあてた連続書簡の形で書かれている。

## 人物
1983年に宮台真司が丹下研究室を訪ねた際、丹下が客となってホテトル嬢をラブホテルの一室に呼んで会話したカセットテープを聴かせたという。

## 著書
- 『意味と解読 文化としての社会学』マルジュ社 1984
- 『ある社会学徒からの手紙』マルジュ社 1989

### 翻訳
- タルコット・パーソンズ『社会構造とパーソナリティ』武田良三監訳 清水英利,小尾健二,長田攻一,川越次郎共訳 新泉社 1973
- ウィルバート・E.ムーア『時間の社会学』長田攻一共訳 新泉社 1974
- R.ウィリアムズ『政治とテクノロジー』浜地馨共訳 早稲田大学出版部 現代政治学入門講座 1977
- S・N・アイゼンシュタット『社会分化と成層』長田攻一共訳 早稲田大学出版部 1982.10